# Oneirodes pietschi
Oneirodes pietschi is een straalvinnige vissensoort uit de familie van armvinnigen (Oneirodidae). De wetenschappelijke naam van de soort is voor het eerst geldig gepubliceerd in 2004 door Ho & Shao.